# デレク・ワトキンス
デレク・ロイ・ワトキンス (Derek Roy Watkins、1945年3月2日 - 2013年3月22日) は、イングランドのジャズ、ポップ・ミュージック、クラシック音楽のリード・トランペット奏者。『007 ドクター・ノオ』から『007 スカイフォール』までの映画『007』シリーズ全作の演奏で知られる。

## 生い立ち
バークシャーのレディングで生まれ、4歳でコルネットの演奏を始め、17歳でプロの演奏者となった。

## 経歴

### ジャズ
テッド・ヒース、ジョン・ダンクワース、ベニー・グッドマンが率いるダンス・バンドやビッグバンドで演奏をしていた。またカウント・ベイシー、ディジー・ガレスピー、オスカー・ピーターソン、スタン・トレイシーとも共演。

### クラシック音楽
ロイヤル・フィルハーモニー管弦楽団、ロンドン交響楽団と共にレコーディングを行ない、またホセ・カレーラス、プラシド・ドミンゴ、キリ・テ・カナワなどのオペラ歌手と共演。

### ポップ・ミュージック
エリック・クラプトン、エルトン・ジョン、フランク・シナトラ、バーブラ・ストライサンド、ビートルズなど多くのアーティストと共演。他には、HYDEが2002年に発表したアルバム『ROENTGEN』のレコーディングに参加。

### 映画およびテレビ
映画『007』シリーズのサウンドトラックの他に『シカゴ』、『ブリジット・ジョーンズの日記』、『氷の微笑』、『ジョニー・イングリッシュ』、『グラディエーター』、『ファクトリー・ウーマン』、『スーパーマン』、『スーパーマンII』でも演奏している。『バーナビー警部』では付随音楽の作曲も行なっている。
王立音楽アカデミーのトランペットの客員教授であった。68歳で癌により死去。